# Posuvník (GUI)

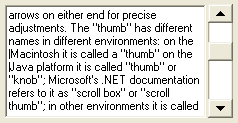
Textové pole se svislým posuvníkem. Velikost posuvného obdélníka naznačuje, že je viditelná o něco méně než čtvrtina textu; podle jeho umístění se jedná se o druhou čtvrtinu textu.

Posuvník (anglicky scrollbar) je pomocný ovládací prvek grafického uživatelského rozhraní. Používá se, pokud je třeba zobrazit část rozsáhlejšího vstupního pole, seznamu, formuláře nebo plochy okna na omezeném prostoru. V určeném prostoru je zobrazen pouze výřez z rozsáhlejší oblasti a posuvník slouží pro posouvání (anglicky scrolling) tohoto výřezu ve vodorovném nebo svislém směru.
Posuvník se zpravidla zobrazuje, pouze pokud je výřez menší než zobrazovaná plocha. Pokud je zobrazovaná plocha větší než výřez ve vodorovném i svislém směru, zobrazuje se vodorovný i svislý posuvník.
Posuvník se zpravidla zobrazuje jako pruh zakončený na obou koncích šipkami. V pruhu se posunuje obdélník, jehož velikost a umístění naznačují, jaká část celé oblasti je viditelná. Například: obdélník začíná v polovině posuvného pruhu a končí čtvrtinu délky pruhu od konce. Má tedy délku jedné čtvrtiny délky posuvného pruhu. To naznačuje, že v okně je viditelná třetí čtvrtina oblasti.
Pokud uživatel chce, aby se v okně objevila další část plochy, musí posuvník posunout. To lze provést následujícími způsoby:
- Kliknutím na jednu ze šipek na koncích posuvníku se posuvník posune o určitou vzdálenost v požadovaném směru.
- Kliknutím na místo nad nebo pod posuvníkem se posuvník posouvá o vzdálenost přibližně rovnou jeho vlastní délce.
- Kliknutím na místo nad nebo pod posuvníkem se stisknutou klávesou ⇧ Shift se posuvník se přesune na místo, kam bylo kliknuto.
- Přetáhnutím obdélníku myší.
- Otáčením kolečka myši.
- Při kliknutí pravým tlačítkem myši na místo nad nebo pod posuvníkem se v mnoha prostředích zobrazí kontextová nabídka s možnostmi posunu.